# ポコカ
ポコカ（Pococa!）は、株式会社ジードが日本国内で展開するおサイフケータイで利用できる成功報酬タイプの広告＋顧客管理システムサービスである。Pococaは、Point Coupon Cardの略である。

## 対応機種
- NTT DoCoMo FOMA902i 以降（おサイフケータイ対応機種）
- NTT DoCoMo FOMA702i 以降（おサイフケータイ対応機種）
- AU （おサイフケータイ対応機種）
- Softbank（おサイフケータイ対応機種）